# دلتا نعيم
دلتا نُعَيْم أو δ نُعَيْم، والمعروف أيضًا باسم إماي (بالإنجليزية: Imai)‏، هو نجم في كوكبة نُعَيْم بالنصف الجنوبي للكرة السماوية، وهو أخفت النجوم الأربعة الساطعة التي تشكل صورة نجمية بارزة المعروفة باسم صليب الجنوب. يمتلك هذا النجم قدرًا ظاهريًا يبلغ 2.8، وقد اعتمد الاتحاد الفلكي الدولي اسمه العَلَم في 10 أغسطس 2018. دلتا نعيم هو نجم كبير الكتلة وساخن وسريع الدوران وهو في طور التطور إلى عملاق، ويقع على مسافة قرابة 345 سنة ضوئية (106 فرسخ نجمي) من الشمس.

## روابط خارجية
- DELTA CRU